# The Raveonettes
The Raveonettes je dánská rocková hudební skupina, založená v roce 2001 v Kodani. Skupinu tvoří zpěvák a kytarista Sune Rose Wagner a baskytaristka a zpěvačka Sharin Foo.
Na jejich druhém albu nazvaném Pretty in Black, které bylo v rodném Dánsku oceněno zlatou deskou, se jako hosté podíleli Maureen Tucker (The Velvet Underground), Ronnie Spectorová (The Ronettes) a Martin Rev (Suicide).

## Diskografie
Studiová alba
- Chain Gang of Love (2003)
- Pretty in Black (2005)
- Lust Lust Lust (2007)
- In and Out of Control (2009)
- Raven in the Grave (2011)
- Observator (2012)
- Pe'ahi (2014)[3]
- 2016 Atomized (2017)